# Sân bay Cox's Bazar
Sân ba Cox's Bazar (IATA: CXB, ICAO: VGCB) là một sân bay tại Cox's Bazar, nơi có bãi biển dài ở Bangladesh. Sân bay này có một phi đạo dài 2070 m rải nhựa đường.

## Các hãng hàng không và các tuyến điểm
- Biman Bangladesh Airlines (Chittagong)
- GMG Airlines (Chittagong, Dhaka)
- United Airways (Bangladesh) (Dhaka)
- Royal Bengal (Dhaka)